# Rucphense Heide
De Rucphense Heide is een heidegebied van 450 ha, gelegen tussen Schijf en Rucphen. Het wordt omsloten door de Rucphense Bossen.
Het gebied is eigendom van de gemeente Rucphen. Naast de uitgestrekte heide vindt men er bossen, akkers, en houtwallen. Een deel ervan wordt soms gebruikt als militair oefenterrein.